# K-drama

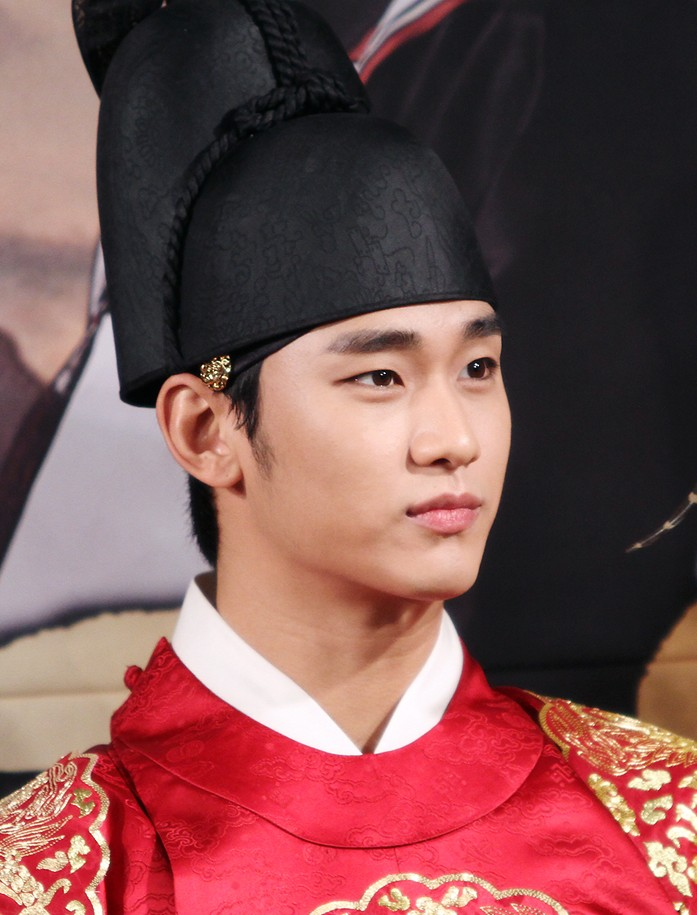
Kim Soo-hyun na konferencji prasowej dramy Haereul pum-eun dal (Moon Embracing the Sun).

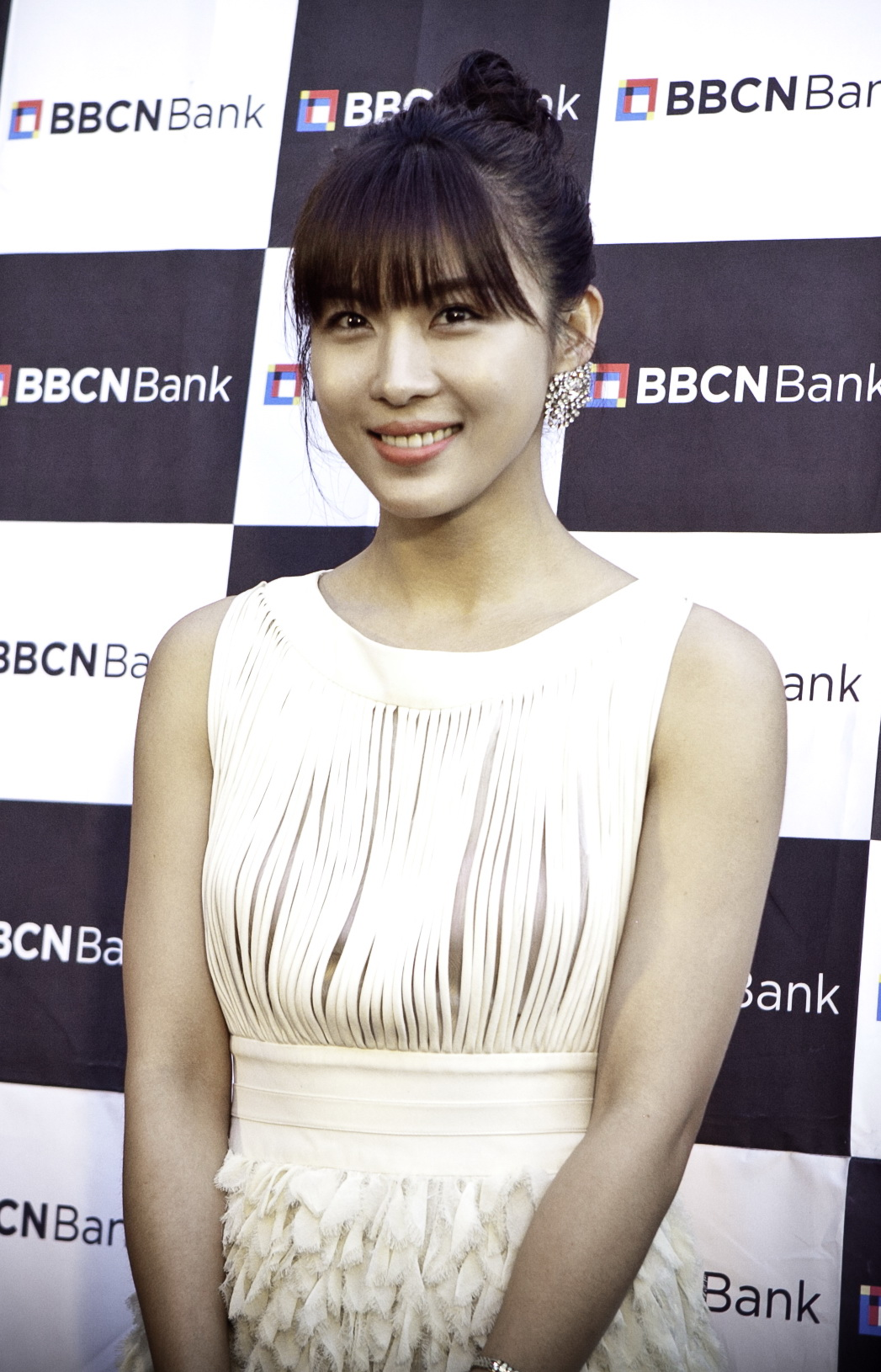
Ha Ji-won występowała w serialach takich jak Joseon yeohyeongsa Damo, Secret Garden oraz Cesarzowa Ki.

Serial koreański (kor. 한국드라마, MOCT: hanguk deurama), nazywany przez fanów również drama koreańska lub K-drama– serial telewizyjny w języku koreańskim, produkowany w Korei Południowej. Seriale tego typu składają się obecnie najczęściej z jednego sezonu podzielonego na 12 do 24 odcinków, które stanowią fabularnie zamkniętą historię. Poszczególne seriale są często połączeniem wielu gatunków – mogą posiadać elementy zarówno komedii, horroru, opery mydlanej, fantasy, filmu obyczajowego czy filmu sensacyjnego. Wyróżnia się również seriale dziejące się w czasach obecnych, jak i dramy historyczne, zwane sageuk (사극).
Pomimo iż seriale te są produkowane głównie dla południowokoreańskiej widowni, wiele z nich zdobyło również popularność poza granicami kraju, przyczyniając się do tzw. koreańskiej fali. Dramy te były wyświetlane na małym ekranie nie tylko krajach azjatyckich, ale także w krajach Ameryki Łacińskiej czy w Europie. Do popularności seriali tego typu przyczyniają się również serwisy internetowe, oferujące możliwość obejrzenia seriali z napisami w wielu różnych językach.
Koreańscy aktorzy i aktorki grający w dramach, tacy jak Bae Yong-joon, Lee Joon-gi, Hyun Bin, Bi/Rain, Song Seung-heon, Kwon Sang-woo, Won Bin, Yoon Eun-hye, Choi Ji-woo, Song Hye-kyo czy Lee Young-ae są rozpoznawani w większości krajów Wschodniej i Południowo-Wschodniej Azji.
W serialach koreańskich ważną rolę odgrywa także muzyka, która ma na celu oddanie nastroju i charakteru danej serii. Sprzedaż płyt ze ścieżką dźwiękową tworzoną specjalnie na potrzeby seriali jest dość rozpowszechniona, a utwory pochodzące z popularnych seriali stają się często hitami list przebojów.
W polskiej telewizji wyemitowano do tej pory trzy dramy koreańskie: Łowcy niewolników oraz Irys na kanale Tele 5, a także Cesarzowa Ki, którą emitowała TVP2. Za pośrednictwem platformy Netflix w Polsce dostępne są także takie seriale jak Męska rozgrywka czy Białe noce. Seriale koreańskie na terenie Polski dystrybuowane są także za pośrednictwem platform Viki oraz DramaFever.

## Format
Seriale koreańskie są zwykle w całości reżyserowane przez jedną osobę oraz pisane przez jednego scenarzystę, w przeciwieństwie np. do amerykańskich seriali, w których kilku lub nawet kilkunastu reżyserów i scenarzystów pracuje razem.
Najbardziej reprezentacyjne według danej stacji seriale są emitowane w godzinach 22:00-23:00, zwykle po dwa odcinki w tygodniu, dzieląc ramówkę stacji na trzy okresy – poniedziałek-wtorek, środa-czwartek oraz weekend. Na każdej z koreańskich stacji telewizyjnych, takich jak SBS, KBS, MBC, JTBC, Channel A, tvN i OCN, są w tym samym czasie emitowane inne seriale, powstałe na zlecenie każdej ze stacji.
Seriale te zwykle posiadają tylko jeden sezon, mający od 12 do 24 odcinków. Wyjątek stanowią seriale historyczne (segeuk) oraz telenowele, które mogą mieć nawet od 50 do 200 odcinków, lecz wciąż trwają tylko jeden sezon, stanowiąc zamkniętą fabularnie opowieść.
Godziny od 19:00 do 20:00 są przeznaczone zwykle dla seriali, których odcinki emitowane są od poniedziałku do piątku. Te serie są zwykle z gatunku telenoweli. Czasami jednak w tych godzinach bywają emitowane powtórki reprezentacyjnych seriali, które swoją premierę o 22:00.

### Seriesageuk
Pomimo iż słowo sageuk (사극) oznacza dosłownie dramat historyczny, pojęcie odnosi się zwykle do seriali dziejących się w historycznej przeszłości Korei. Pomimo iż nie zawęża się tego typu seriali do konkretnego okresu historycznego, to jednak akcja tych seriali rozgrywa się w czasach do upadku królestwa Joseon.
Seriale historyczne bywają bardzo długie i szczegółowe, mogą zawierać archaiczny język, opisywać wojny, dysputy lub intrygi polityczne, skupiać się na władcach lub liderach wojskowych, lub jedynie wykorzystywać wydarzenia historyczne jako tło opowieści. Od lat 2000. pojawiają się także seriale mieszane, gdzie segeuk łączy się z innymi gatunkami, takimi jak fantasy, romans czy akcja, by przyciągnąć młodsze pokolenie.
Przykładami seriali historycznych są Heo Jun, Joseon yeohyeongsa Damo, Hwang Jin-yi, Dong Yi, Klejnot w pałacu, Łowcy niewolników, Cesarzowa Ki czy Haereul pum-eun dal.

## Produkcja
W XXI wieku większość seriali emitowanych przez koreańskie stacje telewizyjne jest zlecane niezależnym firmom zewnętrznym; jedynie niektóre seriale, te nadawane przez wielkich nadawców (KBS, MBC i SBS), bywają produkowane przez samą stację. W 2012 roku prawie 75% wszystkich seriali telewizyjnych zostało wyprodukowanych przez firmy zewnętrzne.
Panuje silna konkurencja pomiędzy firmami zajmującymi się produkcją seriali telewizyjnych. W 2012 roku tylko 34 firmom spośród 156 zarejestrowanych w południowokoreańskim ministerstwie kultury, sportu i turystyki udało się wyprodukować serial, który został wyemitowany w telewizji.
Jeśli chodzi o koszta, jakie musi ponieść firma produkująca serial telewizyjny, to około połowa budżetu jest pokrywana przez nadawcę. Jeżeli w serialu pojawiają się wyjątkowo znani aktorzy, lub scenariusz napisany jest przez znanego scenarzystę, stacja zapłaci więcej, jako że stacje konkurują ze sobą o prawa do emisji.
Wyprodukowanie jednego odcinka mini-serii (ok. 12-24 odcinków) kosztuje co najmniej 250 milionów wonów, a wyprodukowanie odcinka serialu historycznego (sageuk) kosztuje nawet więcej. Przykładowo, wyprodukowanie jednego odcinka serialu Księga rodziny Gu kosztowało stację MBC 500 milionów wonów. Koszty produkcji serialu zwiększyły się kilkudziesięciokrotnie na przestrzeni dekady – do początków lat 2000 wyprodukowanie mini-serii kosztowało około 100 milionów wonów.
Pozostałą część kosztów musi ponieść produkująca serial firma. Wykorzystuje się przede wszystkim sponsorów, których loga i nazwy wymieniane są na koniec każdego odcinka. Zwykle firma zachowuje 100% sumy oferowanej przez sponsora, chyba że przekracza to pewną sumę – wtedy firma musi podzielić się zyskami ze stacją telewizyjną. W przypadku wykorzystania w odcinku lokowania produktu, zyski z wyświetlenia takiej reklamy dzielone są po połowie między firmę produkującą serial, a stację telewizyjną. Jeżeli chodzi o wyświetlanie reklam w przerwie w trakcie emisji odcinka, stacja zachowuje cały zysk z wyświetlenia. Jeżeli wszystkie reklamy zostaną sprzedane, zysk ten może wynieść około 300-400 milionów wonów za wyświetlenie jednego odcinka mini-serii.
Pomimo że firma odpowiedzialna za produkcję serialu zachowuje prawa do jej sprzedaży za granicę, to sprzedażą zajmuje się zwykle filia podległa stacji telewizyjnej, która zachowuje dla siebie 20% zysku ze sprzedaży. Stacja, kalkulując zyski i koszty produkcji, skupia się nie tylko na pieniądzach zarobionych dzięki sponsoringowi, ale także jej atrakcyjność względem sprzedaży za granicę. Zyski ze sponsoringu są uzależnione od uzyskanej przez serial oglądalności, a dochód ze sprzedaży za granicę niepewny.
Z powodu zwiększenia popularności koreańskich seriali za granicą (koreańska fala) zatrudnianie znanych aktorów stało się droższe niż kiedykolwiek. Większość budżetu przeznaczonego na produkcję zostaje wydane na pensum dla występujących w niej gwiazd aktorskich; może to stanowić nawet od 55% do 65% całego budżetu. Dla porównania, w Japonii pensje te stanowią około 20–30% budżetu, a w Stanach Zjednoczonych około 10%. Spora część znanych aktorów otrzymuje około 100 milionów wonów za każdy odcinek. Bae Yong-joon, aktor, któremu ogromną popularność przyniosła rola w serialu Gyeoul yeonga (2002), za główną rolę w serialu Taewangsasingi (2007) otrzymał 250 milionów wonów za każdy odcinek (około 655 tysięcy złotych). Koszt zatrudnienia popularnego scenarzysty również jest wysoki. Około 2000 roku scenarzysta otrzymywał około 10 milionów wonów (9 tysięcy dolarów) za odcinek; do roku 2013 suma ta zwiększyła się pięciokrotnie.
Pozostałe koszta, takie jak między innymi pensje dla pozostałych aktorów, statystów, obsady produkcyjnej i koszty wynajmu pomieszczeń muszą zostać pokryte z pozostałej sumy.
Z powodu nacisków ze strony stacji telewizyjnej, na której zlecenie powstaje dany serial, ustalane budżety serialu bywają często nierealnie niskie, by spotkać się z wymaganiami stacji, która z kolei nie chce stracić inwestowanych pieniędzy. Prowadzi to jednak do tego, że firmy produkujące serial często znacznie przekraczają założony budżet i nie są w stanie wywiązać się z zobowiązań finansowych. Przykładowo, Kim Jong-hak, odpowiedzialny za produkcję bardzo popularnych i dobrze sprzedających się seriali, takich jak Yeomyeongui nundongja oraz Moraesigye, wydał 100 miliardów wonów na produkcję serialu Faith, który okazał się największą komercyjną porażką 2012 roku. Uniemożliwiło mu to wypłacenie pensji osobom pracującym przy produkcji serialu i dotrzymanie innych zobowiązań finansowych. Po tym jak został oskarżony o defraudację, popełnił samobójstwo.

### Zdjęcia

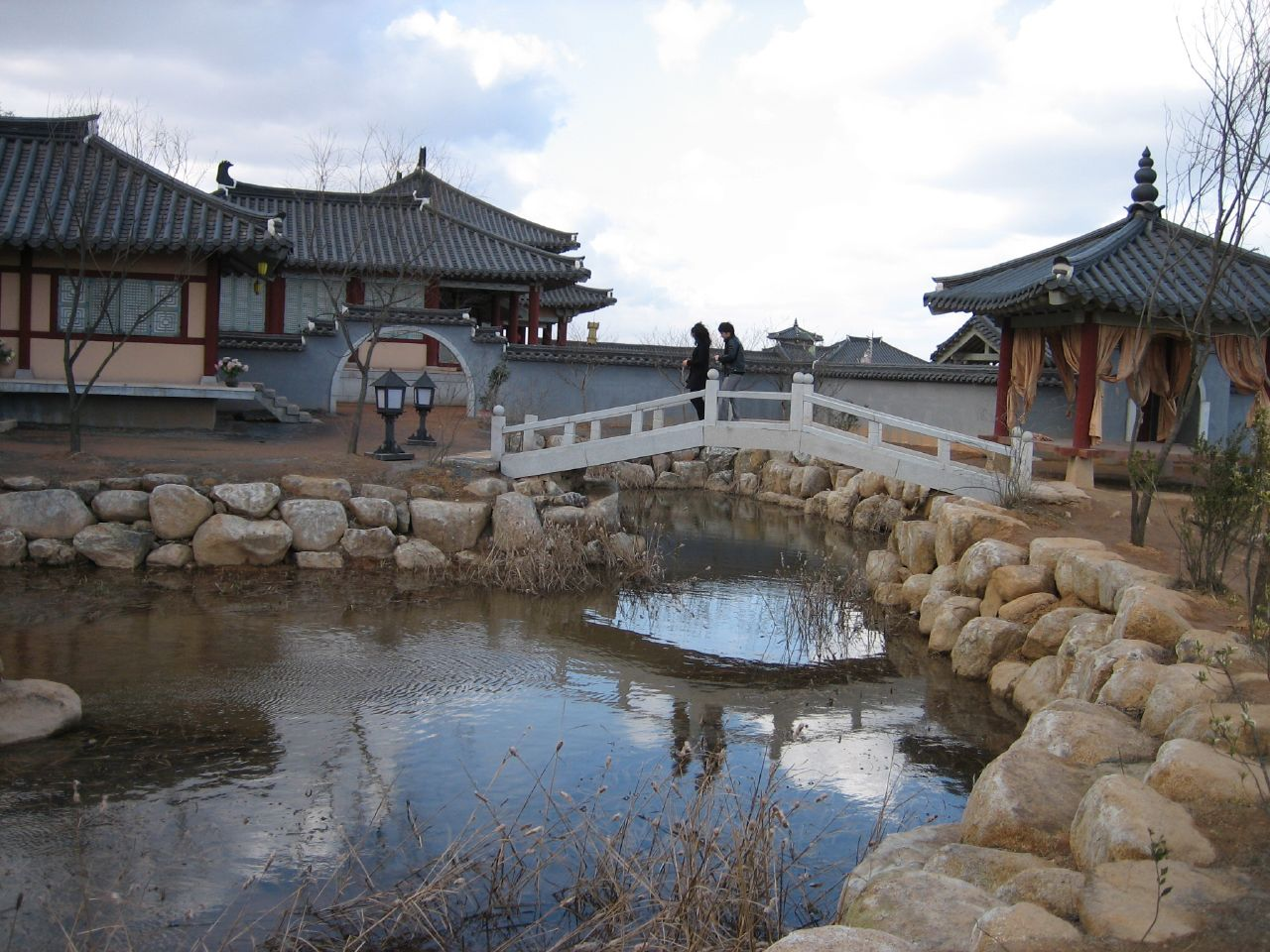
MBC Dramia

Duże stacje telewizyjne posiadają własne plany filmowe, zaprojektowane do wykonywania zdjęć do seriali historycznych (saeguk), które zawierają bardzo złożone i obszerne dekoracje. Serie historyczne powstające na zlecenie stacji MBC powstają w Dae Jang-geum Park (MBC Dramia) w Gyeonggi, natomiast seriale powstające na zlecenie telewizji KBS są kręcone w Mungyeongsaejae Open Set w Gyeongsangu Północnym oraz KBS Suwon Studio w Suwon.

### Warunki pracy
Warunki pracy przy serialu telewizyjnym w Korei są bardzo ciężkie. Zdjęcia do serii są wykonywane według bardzo napiętego harmonogramu. W przypadku miniserii (16-20 odcinków) zdjęcia powinny rozpocząć się przynajmniej dwa miesiące przed emisją, jednakże ze względu na ograniczenia budżetowe zdjęcia potrafią zacząć się jedynie miesiąc przed emisją. Firmy produkujące serię starają się w ten sposób skrócić liczbę dni zdjęciowych. Kwon Sang-woo, odgrywający główną postać w serialu Yawang, narzekał, że zdjęcia do serii zakończyły się pół godziny przed emisją ostatniego odcinka. Zdjęcia wykonywane są przez siedem dni w tygodniu, a aktorzy przebywają niemalże nieustannie na planie, często będąc w stanie skrajnego niedoboru snu.
Kolejnym problemem związanym z produkcją seriali w Korei Południowej są scenariusze, które często bywają dostarczane aktorom w ostatniej chwili. Kolejne strony scenariusza przybywają na plan zdjęciowy strona po stronie, a trzy ekipy filmowców pracują jednocześnie, zamieniając się co kilka godzin. W samych scenariuszach również na bieżąco dokonywane są modyfikacje w zależności od oglądalności i opinii widzów.
Do niedawna praktyką firm produkcyjnych było przygotowanie dwóch taśm przed emisją odcinka, jedną jako kopię dla nadawcy, a drugą jako kopię zapasową. Obecnie, ze względu na ograniczenia czasowe odcinki edytowane są w osobnych 10-minutowych segmentach, które są następnie w takim formacie wysyłane do stacji telewizyjnej. Zdarza się, że odcinek montowany jest w ostatniej chwili, i nie zawsze udaje się dotrzymać terminu; przykładowo w 2012 roku podczas emisji 19. odcinka serialu Jeogdoui namja przez dziesięć minut ekran telewizyjny pokazywał czerń, ponieważ brakowało jednego z segmentów.
Aktorzy pracujący przy produkcji są często zmuszeni wstąpić na drogę sądową by otrzymać zapłatę za swoją pracę. Pensje wypłacane są aktorom dopiero na koniec kolejnego miesiąca, po którym został wyemitowany ostatni odcinek serialu. W tym czasie jednak może dojść do pewnych nadużyć; firma produkcyjna może zabrać zarobione pieniądze i zbiec za granicę lub zbankrutować pomimo wyprodukowania stosunkowo popularnego serialu, a stacja telewizyjna umyć ręce od odpowiedzialności. Jako że aktor musi wykorzystać własne fundusze podczas pracy nad serialem, a nawet pokryć własne ewentualne rachunki za szpital jeśli dozna uszkodzeń w trakcie zdjęć, w takich wypadkach jedynie traci na uczestnictwie w projekcie.
Pojawiła się propozycja ze strony Korea Broadcasting Actors Union (KBAU), by w kontraktach zawartych a aktorami było określone, by pieniądze za angaż zostały wypłacone w ciągu 15 dni po emisji ostatniego odcinka, ograniczyć dzień zdjęciowy do 18 godzin oraz by scenariusz został dostarczony aktorom przynajmniej 3 dni przed zdjęciami. Stacje telewizyjne nazwały tę propozycję „nierealistyczną”.

## Scenarzyści i reżyserzy
Scenarzyści i reżyserzy koreańskich seriali są niekiedy równie znani jak aktorzy. Zdecydowaną większość scenarzystów (90% według Beijing Metro Reader) stanowią kobiety, które nie tylko piszą komedie romantyczne, ale także seriale akcji. W porównaniu do produkcji kinowych, telewizja jest bardziej przyjazna scenarzystom, oferując lepsze warunki w kontraktach, wyższą pensję, a sami scenarzyści są bardziej doceniani za swą pracę.
Do jednych z najbardziej znanych scenarzystów można zaliczyć siostry Hong, które napisały scenariusze do takich seriali jak You’re Beautiful czy też Słońce Pana; Kim Eun-sook, scenarzystka Pari-ui yeon-in oraz Secret Garden; Lee Kyung-hee, znana ze scenariuszy do I juk-il nom-ui sarang i Sesang eodiedo eobneun chakan namja; scenarzysta Choi Wan-kyu, który napisał Midas oraz Triangle; Noh Hee-kyung, autorka That Winter, The Wind Blows, czy też Park Ji-eun, która napisała Przybyłeś z Gwiazd i Neongkuljjae gulleoon danshin.
Podczas gdy scenopisarstwo zostało opanowane głównie przez kobiety, reżyserią zajmują się przede wszystkim mężczyźni. Znane kobiety pracujące jako reżyserzy to m.in. Lee Na-jeong, reżyserka Sesang eodiedo eobneun chakan namja, czy też Lee Yun-jeong, najbardziej znana z serialu Coffee prince 1 hojeom. Lee Yun-jeong jest również pierwszą kobietą-reżyserem zatrudnioną przez Munhwa Broadcasting Corporation (MBC) w historii tej korporacji. Do jednych z najbardziej znanych reżyserów małego ekranu zalicza się takie osoby jak Lee Byung-hoon (reżyser seriali Klejnot w pałacu oraz Yi San), zmarły już Kim Jong-hak (reżyser Yeomyeongui nundongja, Moraesigye czy Taewangsasingi), czy też Pyo Min-soo (reżyser Full House oraz Iris II).

## Muzyka
Muzyka odgrywa ważną rolę w koreańskich serialach. Sprzedaż utworów tworzonych specjalnie na potrzeby seriali jest dość rozpowszechniona, jako że fani czują potrzebę zakupienia ścieżki dźwiękowej do znanych im seriali. Ten trend ma swój początek w latach 90. XX wieku, gdy producenci zaczęli włączać do poprzednio wyłącznie instrumentalnych ścieżek dźwiękowych także utwory wykonywane przez znanych wykonawców związanych z koreańskim popem. Tom Larsen, dyrektor YA Entertainment i dystrybutor koreańskich seriali telewizyjnych, uważa, że utwory tworzone na potrzeby seriali są wystarczająco dobre, by utrzymać się także jako niezależne hity.
W latach dwutysięcznych przyjęło się, że aktorzy występujący w serialu przyczyniają się również do tworzenia ścieżek dźwiękowych. Miało to również związek z zatrudnianiem w serialowych rolach artystów związanych z koreańskim przemysłem muzycznym. Przykładowo aktor Lee Min-ho oraz lider boysbandu SS501, Kim Hyun-joong, nagrali wspólnie piosenkę do serialu Boys Over Flowers, w którym wspólnie występowali. Podobnie aktor Jang Keun-suk i Lee Hong-gi (członek zespołu F.T. Island) nagrali utwór do serialu You’re Beautiful.
Utwory pochodzące z popularnych seriali również stają się często hitami list przebojów, a albumy uzyskują wysokie notowania sprzedaży. Przykładowo, ścieżka dźwiękowa do serialu Secret Garden osiągnęła wysokie wyniki na listach przebojów, a dwie pierwsze płyty zostały sprzedane w 30 tysięcy egzemplarzach każda. Z kolei piosenka My Destiny śpiewana przez Lyn, napisana dla serialu Przybyłeś z Gwiazd, wzbiła się na szczyt list przebojów m.in. w Hongkongu, Tajwanie i Korei Południowej. Na ceremonii rozdania nagród Baeksang Arts w 2014 roku piosenka ta zwyciężyła w kategorii najlepsza ścieżka dźwiękowa. Z kolei utwór „I will go to you like the first snow” (kor. 첫눈처럼 너에게 가겠다) z serialu Goblin uplasował się na pierwszym miejscu rocznego rankingu serwisu Gaon, będąc najczęściej kupowanym za pośrednictwem digital download utworem w Korei Południowej w 2017 roku.
Utwory napisane dla seriali telewizyjnych wykonuje się również na żywo i to nie tylko w Korei Południowej. Przykładowo w Japonii odbyły się dwa koncerty (każdy przed 60-tysięczną widownią), na których oryginalni wykonawcy śpiewali utwory z serialu Irys.
Kompozytorzy ścieżek dźwiękowych często zatrudniają to napisania utworów osoby, które już wcześniej odniosły sukces w tworzeniu muzyki do seriali. Jednymi z popularniejszych twórców utworów do seriali są Baek Ji-young, Lyn Seung-cheol czy Lee Seung-cheol. Piosenki pisane są tak, by oddawały nastrój i strukturę danej serii. Zdarza się również, że artyści „oddają” serialom piosenki, które pierwotnie miały się znaleźć na ich własnych albumach. Przykładowo Baek Ji-young zauważyła, że piosenka That Man, pierwotnie napisana do jej własnego albumu, pasowałaby do serialu Secret Garden. Zdarza się również, że do napisania utworów do ścieżek dźwiękowych są zatrudniani zagraniczni autorzy. Przykładowo szwedzki artysta Lasse Lindh wykonał utwory do takich seriali jak Angel Eyes, Soul Mate oraz I Need Romance.

## System ocen
W Korei Południowej seriale telewizyjne są, podobnie jak inne programy telewizyjne, klasyfikowane przez specjalną komisję, powołaną w 2000 roku. Według powstałego systemu, seriale telewizyjne pod względem przeznaczenia wiekowego dzielone są na trzy kategorie:
- : serial nieodpowiedni dla dzieci poniżej 12 roku życia; zawierający nieznaczne elementy przemocy, negatywnych emocji czy wulgaryzmów.

- : serial nieodpowiedni dla dzieci poniżej 15 roku życia. Większość seriali ma właśnie to oznaczenie; Seriale zawierające wypaczone formy współżycia społecznego, przemoc i erotykę.

- : serial dla dorosłych. Seriale takie mogą zawierać przemoc, duże nagromadzenie wulgaryzmów, współżycie seksualne, brutalność.

## Wskaźniki oglądalności
Wskaźniki oglądalności telewizji są dostarczane przez dwie firmy w Korei Południowej: AGB Nielsen Media Research oraz TNmS. Pierwotnie Media Service Korea była jedyną firmą dostarczającą takie informacje, a później została przejęta przez firmę Nielsen Media Research. W 1999 roku firma TNS Media Korea rozpoczęła również taką usługę; później zmieniła nazwę na TNmS. AGB zbiera dane o oglądalności w oparciu o 2050 domostw, a TNmS – o 2000 domostw z urządzeniami pomiarowymi. Średnia ocena seriali różni się między dwiema firmami o 2-3%.

### Lista seriali nadawców publicznych z najwyższą oglądalnością
| #   | Tytuł                  | Stacja | Najwyższa oglądalność AGB Nielsen | Data emisji odcinka    |
| --- | ---------------------- | ------ | --------------------------------- | ---------------------- |
| 1.  | Geudae geurigo na      | MBC    | 66,9%                             | 26 kwietnia 1998(dts)  |
| 2.  | Cheot sarang           | KBS2   | 65,8%                             | 20 kwietnia 1997(dts)  |
| 3.  | Sarang-i mwogillae     | MBC    | 64,9%                             | 24 maja 1992(dts)      |
| 4.  | Moraesigye             | SBS    | 64,5%                             | 6 lutego 1995(dts)     |
| 5.  | Heo Jun                | MBC    | 63,7%                             | 27 czerwca 2000(dts)   |
| 6.  | Jeolm-eun-i-ui yangji  | KBS2   | 62,7%                             | 12 listopada 1995(dts) |
| 7.  | Adeulgwa ttal          | MBC    | 61,1%                             | 21 marca 1993(dts)     |
| 8.  | Taejo Wang Geon        | KBS1   | 60,2%                             | 20 maja 2001(dts)      |
| 9.  | Yeomyeong-ui nundongja | MBC    | 58,4%                             | 6 lutego 1992(dts)     |
| 10. | Klejnot w pałacu       | MBC    | 57,8%                             | 23 marca 2004(dts)     |

### Lista seriali telewizji kablowej z najwyższą oglądalnością
Poniższe seriale emitowane były na kanale telewizji kablowej/płatnej, która zazwyczaj ma stosunkowo mniejszą widownię w porównaniu z nadawcami free-to-air/publicznymi (KBS, SBS, MBC & EBS).
| #  | Tytuł                             | Stacja    | Najwyższa oglądalność AGB Nielsen | Data emisji odcinka       | Źródło |
| -- | --------------------------------- | --------- | --------------------------------- | ------------------------- | ------ |
| 1  | Bubu-ui segye                     | JTBC      | 28,371%                           | 16 maja 2020(dts)         | [ 43 ] |
| 2  | Reborn Rich                       | JTBC      | 26.948%                           | 25 grudnia 2022(dts)      | [ 44 ] |
| 4  | Królowa łez                       | tvN       | 24.850%                           | 28 kwietnia 2024(dts)     | [ 45 ] |
| 3  | Sky Castle                        | JTBC      | 23,779%                           | 1 lutego 2019(dts)        | [ 46 ] |
| 5  | Crash Landing on You              | tvN       | 21,683%                           | 16 lutego 2020(dts)       | [ 47 ] |
| 6  | Eungdaphara 1988                  | tvN       | 18,803%                           | 16 stycznia 2016(dts)     | [ 48 ] |
| 7  | Goblin                            | tvN       | 18,680%                           | 21 stycznia 2017(dts)     | [ 49 ] |
| 8  | Doktor Cha                        | JTBC      | 18.546%                           | 4 czerwca 2023(dts)       | [ 50 ] |
| 9  | Mr. Sunshine                      | tvN       | 18,129%                           | 30 września 2018(dts)     | [ 51 ] |
| 10 | Niezwykła prawniczka Woo          | ENA       | 17.534%                           | 18 sierpnia 2022(dts)     | [ 52 ] |
| 11 | Cheol-in-wanghu                   | tvN       | 17,371%                           | 14 lutego 2021(dts)       | [ 53 ] |
| 12 | Szybki kurs miłości               | tvN       | 17.038%                           | 5 marca 2023(dts)         | [ 54 ] |
| 13 | Pod parasolem królowej            | tvN       | 16.852%                           | 4 grudnia 2022(dts)       | [ 55 ] |
| 14 | Love (ft. Marriage and Divorce) 2 | TV Chosun | 16,582%                           | 8 sierpnia 2021(dts)      | [ 56 ] |
| 15 | Itaewon Class                     | JTBC      | 16,548%                           | 21 marca 2020(dts)        | [ 57 ] |
| 16 | Agency                            | JTBC      | 16.044%                           | 26 lutego 2023(dts)       | [ 58 ] |
| 17 | Vincenzo                          | tvN       | 14,636%                           | 2 maja 2021(dts)          | [ 59 ] |
| 18 | Błękitne opowieści                | tvN       | 14.597%                           | 12 czerwca 2022(dts)      | [ 60 ] |
| 19 | 100 Days My Prince                | tvN       | 14.412%                           | 30 października 2018(dts) | [ 61 ] |
| 20 | Hospital Playlist                 | tvN       | 14.142%                           | 28 maja 2020(dts)         | [ 62 ] |
| 21 | Hospital Playlist 2               | tvN       | 14.080%                           | 16 września 2021(dts)     | [ 63 ] |

### Odbiór za granicami kraju
Seriale koreańskie są popularne poza granicami kraju. W ciągu 48 godzin po premierze odcinka, jest on emitowany w sieci za pomocą serwisów streamingowych z angielskimi napisami. W ciągu dwóch kolejnych dni do tego samego odcinka publikowane są napisy w około 20 różnych językach. Według Korea Creative Content Agency w 2013 roku seriale stanowiły 82% całego eksportu treści, co wynosi około 167 milionów dolarów.
Przykładowo serial Dar-ui yeon-in – Bobogyeongsim ryeo za granicą pobił rekordy popularności. Chińska stacja YouKu zakupiła prawa do emisji serialu za ponad 400 tysięcy dolarów za odcinek, co w sumie wyniosło 8 milionów dolarów za cały serial, stając się najdrożej sprzedaną za granicę dramą koreańską w historii. Kilka miesięcy później rekord ten został pobity przez serial Męska rozgrywka.